# Ondřejov (Kelet-prágai járás)
Ondřejov település Csehországban, a Kelet-prágai járásban. Ondřejov Struhařov, Černé Voděrady, Stříbrná Skalice, Kaliště, Hrusice, Senohraby, Zvánovice, Mnichovice és Chocerady településekkel határos. Lakosainak száma 1863 fő (2024. január 1.).

## Népesség
A település lakosságának változását az alábbi diagram mutatja:
| Lakosok száma | 1292 | 1248 | 1054 | 1065 | 1170 | 1076 | 1632 | 1723 | 1804 | 1863 |
|               | 1869 | 1890 | 1921 | 1950 | 1980 | 2001 | 2017 | 2019 | 2022 | 2024 |

## Nevezetességek
Fő nevezetessége az Ondrejovi Obszervatórium. Csehország legnagyobb csillagászati kutatóközpontja a tengerszint felett 500 m-rel épült. Itt működik az ország legnagyobb távcsöve, az 1967-ben felavatott, 2 m tükörátmérőjű Zeiss-reflektor. Múzeumában magyar vonatkozású tárgyakat is őriznek.